# Danh sách tập phim Frieren – Pháp sư tiễn táng
Frieren – Pháp sư tiễn táng (Nhật: 葬送のフリーレン Hepburn: Sōsō no Furīren, Frieren tiễn táng) là một bộ anime truyền hình được chuyển thể từ bộ manga cùng tên do Kanehito Yamada sáng tác và Tsukasa Abe minh họa. Bộ phim được sản xuất bởi studio Madhouse và do Keiichirō Saitō làm đạo diễn, với phần kịch bản của Tomohiro Suzuki, thiết kế nhân vật bởi Reiko Nagasawa, và phần nhạc do Evan Call soạn.

Hình bìa phiên bản Nhật của tập đầu tiên trong bộ đĩa do Toho Animation phát hành

Câu chuyện xoay quanh Frieren, một nữ pháp sư tộc elf từng là thành viên của nhóm dũng sĩ đã đánh bại Ma Vương và khôi phục hòa bình cho thế giới sau cuộc hành trình kéo dài mười năm. Khi thời gian trôi qua, Frieren gần như không thay đổi do tuổi thọ dài vượt trội của tộc elf, trong khi những người bạn đồng hành của cô dần già đi. Nhiều năm sau cái chết của anh hùng Himmel, Frieren bắt đầu hối hận vì đã giữ khoảng cách và không thực sự thấu hiểu những người bạn cũ trong suốt cuộc phiêu lưu năm xưa. Sau khi biết đến nơi an nghỉ của các linh hồn nằm ở cực bắc lục địa, cô quyết định lên đường thực hiện một hành trình dài để tiễn biệt linh hồn của Himmel một cách trọn vẹn. Trên hành trình đó, Frieren cùng những người bạn đồng hành mới dần bước lại con đường dẫn đến lâu đài của Ma Vương mà nhóm cô từng đi qua, khơi gợi lại những ký ức xưa cũ.
Loạt phim gồm hai cour liên tiếp đã ra mắt với một tập đặc biệt dài hai tiếng vào ngày 29 tháng 9 năm 2023 trên khung giờ Kin'yō Road Show (Chương trình điện ảnh tối thứ Sáu) của đài Nippon TV, vốn thường được dành riêng cho các bộ phim điện ảnh và trở thành series anime đầu tiên được phát sóng trong khung giờ này. Các tập tiếp theo được lên sóng trong khung giờ phát sóng anime mới có tên Friday Anime Night (Đêm Anime Thứ Sáu), phát trên kênh Nippon TV và các đài liên kết, và kết thúc phát sóng vào ngày 22 tháng 3 năm 2024. Trong buổi phát sóng đặc biệt của bốn tập đầu tiên, ca khúc kết thúc đặc biệt lag "Bliss" do Milet trình bày đã được sử dụng. Ca khúc mở đầu đầu tiên là "Yūsha" (勇者) do Yoasobi thể hiện, trong khi bài hát kết thúc là "Anytime Anywhere" do Milet trình bày. Tiếp đến, ca khúc mở đầu thứ hai là "Haru" (晴る) do Yorushika trình bày, và bài hát kết thúc thứ hai bao gồm một phần khác của "Anytime Anywhere". Toho Animation đã biên tập các tập phim thành bảy bộ Blu-ray và DVD, được phát hành từ ngày 24 tháng 1 đến 17 tháng 7 năm 2024. Mười một tập phim ngắn có tựa đề Sōsō no Frieren: Marumaru no Mahō (葬送のフリーレン ～●●の魔法～), đã được phát hành trên kênh YouTube của Toho Animation cũng như trên các tài khoản chính thức của anime Frieren trên X và TikTok từ ngày 11 tháng 10 năm 2023 đến 24 tháng 3 năm 2024.
Crunchyroll đã cấp phép phát sóng series này cho các khu vực ngoài Đông Á, và bản lồng tiếng Anh do Jad Saxton đạo diễn đã ra mắt trên nền tảng phát sóng của công ty vào ngày 13 tháng 10 năm 2023. Công ty này cũng phát hành series dưới dạng bộ Blu-ray và DVD; phần đầu tiên, bao gồm 16 tập đầu, đã được phát hành vào ngày 17 tháng 12 năm 2024. Muse Communication đã cấp phép phát hành series này tại Đông Nam Á.
Vào tháng 9 năm 2024, đã có thông báo series sẽ được tiếp tục với mùa thứ hai. Bộ phim dự kiến ra mắt vào tháng 1 năm 2026.

## Tóm tắt series
| Mùa | Mùa | Số tập | Số tập | Phát sóng gốc       | Phát sóng gốc       |
| Mùa | Mùa | Số tập | Số tập | Phát sóng lần đầu   | Phát sóng lần cuối  |
| --- | --- | ------ | ------ | ------------------- | ------------------- |
|     | 1   | 28     | 28     | 29 tháng 9 năm 2023 | 22 tháng 3 năm 2024 |
|     | 2   | TBA    | TBA    | Tháng 1 năm 2026    | TBA                 |

## Tập phim

### Season 1 (2023 – 2024)
| TT. tổng thể | TT. trong mùa phim | Tiêu đề | Đạo diễn                                       | Bảng phân cảnh                                   | Đạo diễn hoạt hình                                                       | Ngày phát hành gốc   |
| ------------ | ------------------ | --- | ---------------------------------------------- | ------------------------------------------------ | ------------------------------------------------------------------------ | -------------------- |
| 1            | 1                  | "Hồi kết của chuyến phiêu lưu" Chuyển ngữ: "Bōken no Owari" (tiếng Nhật: 冒険の終わり)                                                  | Ayaka Tsuji                                    | Keiichirō Saitō                                  | Reiko Nagasawa                                                           | 29 tháng 9 năm 2023  |
| 2            | 2                  | "Cho dù không phải là phép thuật…" Chuyển ngữ: "Betsuni Mahō Janakutatte…" (tiếng Nhật: 別に魔法じゃなくたって…)                        | Tomoya Kitagawa                                | Tomoya Kitagawa                                  | Ayaka Minoshima                                                          | 29 tháng 9 năm 2023  |
| 3            | 3                  | "Phép thuật chết chóc" Chuyển ngữ: "Hito o Korosu Mahō" (tiếng Nhật: 人を殺す魔法)                                                      | Daiki Harashina                                | Daiki Harashina                                  | Daiki Harashina                                                          | 29 tháng 9 năm 2023  |
| 4            | 4                  | "Mảnh đất nơi các linh hồn yên nghỉ" Chuyển ngữ: "Tamashii no Nemuru Chi" (tiếng Nhật: 魂の眠る地)                                      | Kento Matsui                                   | Yoshiaki Kawajiri                                | Ayaka Tsuji                                                              | 29 tháng 9 năm 2023  |
| 5            | 5                  | "Bóng ma của người chết" Chuyển ngữ: "Shisha no Gen'ei" (tiếng Nhật: 死者の幻影)                                                        | Kōta Mori                                      | Kenichi Shimizu                                  | Reiko Nagasawa & Daiki Harashina & Emi Yamazaki & Izumi Seguchi          | 6 tháng 10 năm 2023  |
| 6            | 6                  | "Anh hùng của làng" Chuyển ngữ: "Mura no Eiyū" (tiếng Nhật: 村の英雄)                                                                   | Tōru Iwazawa                                   | Tōru Iwazawa                                     | Keisuke Hiroe & Takasemaru                                               | 13 tháng 10 năm 2023 |
| 7            | 7                  | "Thứ giống như trong truyện cổ tích" Chuyển ngữ: "Otogibanashi no Yō na Mono" (tiếng Nhật: おとぎ話のようなもの)                        | Keisuke Kojima                                 | Naoto Uchida & Keisuke Kojima                    | Norito Saitama & Ryōko Ino                                               | 20 tháng 10 năm 2023 |
| 8            | 8                  | "Pháp sư tiễn tán Frieren" Chuyển ngữ: "Sōsō no Furīren" (tiếng Nhật: 葬送のフリーレン)                                                 | Tomoya Kitagawa                                | Tomoya Kitagawa                                  | Ayaka Sato & Reiko Nagasawa & Hiroyuki Kobashi & Emi Yamazaki            | 27 tháng 10 năm 2023 |
| 9            | 9                  | "Aura máy chém" Chuyển ngữ: "Dantōdai no Aura" (tiếng Nhật: 断頭台のアウラ)                                                             | Kōki Fujimoto                                  | Kōki Fujimoto                                    | Keita Nagasaka                                                           | 3 tháng 11 năm 2023  |
| 10           | 10                 | "Một pháp sư mạnh" Chuyển ngữ: "Tsuyoi Mahōtsukai" (tiếng Nhật: 強い魔法使い)                                                           | Nobuhide Kariya & Kazumasa Isogawa             | Nobuhide Kariya                                  | Ayaka Tsuji & Keita Nagasaka & Kunihiko Hamada                           | 10 tháng 11 năm 2023 |
| 11           | 11                 | "Mùa đông tại phía Bắc lục địa" Chuyển ngữ: "Kitagawa Shokoku no Fuyu" (tiếng Nhật: 北側諸国の冬)                                       | Kento Matsui & Kunio Fujii                     | Keiichirō Saitō                                  | Shinichi Yoshikawa                                                       | 17 tháng 11 năm 2023 |
| 12           | 12                 | "Dũng sĩ thật sự" Chuyển ngữ: "Honmono no Yūsha" (tiếng Nhật: 本物の勇者)                                                               | Yoshiki Kawasaki                               | Yoshiki Kawasaki                                 | Daiki Harashina, Takasemaru & Keita Nagasaka & Reiko Nagasawa            | 24 tháng 11 năm 2023 |
| 13           | 13                 | "Kỳ thị đồng loại" Chuyển ngữ: "Dōzoku Ken'o" (tiếng Nhật: 同族嫌悪)                                                                    | Takahiro Natori                                | Yoshiaki Kawajiri                                | Yi Jun Lin & Shizuku Ishii                                               | 1 tháng 12 năm 2023  |
| 14           | 14                 | "Đặc quyền của tuổi trẻ" Chuyển ngữ: "Wakamono no Tokken" (tiếng Nhật: 若者の特権)                                                      | Shinya Iino                                    | Shinya Iino                                      | Hirotoshi Arai & Rikka                                                   | 8 tháng 12 năm 2023  |
| 15           | 15                 | "Mùi phiền phức" Chuyển ngữ: "Yakkaigoto no Nioi" (tiếng Nhật: 厄介事の匂い)                                                            | Morio Asaka & Kazumasa Isogawa & Izumi Seguchi | Izumi Seguchi                                    | Izumi Seguchi & Keita Nagasaka                                           | 15 tháng 12 năm 2023 |
| 16           | 16                 | "Người bạn trường thọ" Chuyển ngữ: "Chōju Tomodachi" (tiếng Nhật: 長寿友達)                                                             | Kōta Mori                                      | Kōta Mori                                        | Hidehiko Sawada & Daiki Tanaka & Keisuke Hiroe & Hirotoshi Arai          | 22 tháng 12 năm 2023 |
| 17           | 17                 | "Tạm biệt nhé. Giữ gìn sức khỏe" Chuyển ngữ: "Jā Genki de" (tiếng Nhật: じゃあ元気で)                                                   | Taku Kimura & Haruka Yutoku                    | Yoshiaki Kawajiri                                | Karen Nozawa & Mayuko Kato                                               | 5 tháng 1 năm 2024   |
| 18           | 18                 | "Kỳ thi tuyển chọn pháp sư hạng nhất" Chuyển ngữ: "Ikkyū Mahōtsukai Senbatsu Shiken" (tiếng Nhật: 一級魔法使い選抜試験)                 | Ken Andō                                       | Tomoya Kitagawa                                  | Shizuku Ishii & Shinya Kudo & Yi Jun Lin                                 | 12 tháng 1 năm 2024  |
| 19           | 19                 | "Một kế hoạch tỉ mỉ" Chuyển ngữ: "Nyūnen na Keikaku" (tiếng Nhật: 入念な計画)                                                           | Fumie Muroi                                    | Fumie Muroi                                      | Takeo Shudou & Satoshi Shimada & Yūki Kitajima                           | 19 tháng 1 năm 2024  |
| 20           | 20                 | "Sự giết chóc cần thiết" Chuyển ngữ: "Hitsuyō na Koroshi" (tiếng Nhật: 必要な殺し)                                                      | Yoshiki Kawasaki                               | Yoshiki Kawasaki                                 | Kunihiko Hamada & Keita Nagasaka                                         | 26 tháng 1 năm 2024  |
| 21           | 21                 | "Thế giới phép thuật" Chuyển ngữ: "Mahō no Sekai" (tiếng Nhật: 魔法の世界)                                                              | Kōta Mori                                      | Kōta Mori & Keiichirō Saitō                      | Shinichi Yoshikawa                                                       | 2 tháng 2 năm 2024   |
| 22           | 22                 | "Từ lần sau sẽ là kẻ địch" Chuyển ngữ: "Tsugi kara wa Katakidōshi" (tiếng Nhật: 次からは敵同士)                                         | Takahiro Natori                                | Takahiro Natori                                  | Xem chú thích để biết thêm về các đạo diễn hoạt hình                     | 9 tháng 2 năm 2024   |
| 23           | 23                 | "Chinh phục mê cung" Chuyển ngữ: "Danjon Kōryaku" (tiếng Nhật: 迷宮攻略)                                                                | Kazumasa Isogawa                               | Yūsuke Kubo                                      | Ayaka Tsuji                                                              | 16 tháng 2 năm 2024  |
| 24           | 24                 | "Bản sao hoàn hảo" Chuyển ngữ: "Kanpeki na Fukuseitai" (tiếng Nhật: 完璧な複製体)                                                       | Hayato Kakinokida                              | Daiki Harashina                                  | Daiki Harashina                                                          | 23 tháng 2 năm 2024  |
| 25           | 25                 | "Kẽ hở chí mạng" Chuyển ngữ: "Chimeiteki na Suki" (tiếng Nhật: 致命的な隙)                                                              | Tomoya Kitagawa                                | Tomoya Kitagawa                                  | Yūsuke Yaegashi & Hiroyuki Kobashi & Keita Nagasaka & Shinichi Yoshikawa | 1 tháng 3 năm 2024   |
| 26           | 26                 | "Tầm cao của phép thuật" Chuyển ngữ: "Mahō no Takami" (tiếng Nhật: 魔法の高み)                                                          | Hirotaka Mori                                  | Keiichirō Saitō & Daiki Harashina & Tōru Iwazawa | Keisuke Hiroe & Izumi Seguchi & Hirotoshi Arai & Yūsuke Yaegashi         | 8 tháng 3 năm 2024   |
| 27           | 27                 | "Thời đại của con người" Chuyển ngữ: "Ningen no Jidai" (tiếng Nhật: 人間の時代)                                                         | Ka Hee Im                                      | Nobuhide Kariya                                  | Nobuhide Kariya & Kanako Yoshida & Yuri Fujinaka                         | 15 tháng 3 năm 2024  |
| 28           | 28                 | "Khi nào gặp lại thì sẽ ngượng lắm đây" Chuyển ngữ: "Mata Atta Toki ni Hazukashīkara ne" (tiếng Nhật: また会ったときに恥ずかしいからね) | Keiichirō Saitō                                | Keiichirō Saitō                                  | Takasemaru & Daiki Harashina & Shinichi Yoshikawa                        | 22 tháng 3 năm 2024  |